# Penang
Penang (en malai Pulau Pinang; en xinès 檳城) és el nom d'una illa de l'estret de Malaca, i també un dels estats de Malàisia, localitzat a la costa nord-oest de la península de Malaca. Penang és l'estat més petit després de Perlis, i el vuitè més poblat. Limita amb Kedah al nord i amb Perak al sud. El forma principalment l'illa de Penang (292 km²) i un territori a la península Malaya, enfront a l'illa, anomenat pels britànics Territori o Província de Wellesley, i pels malais Seberang Prai, amb 738 km². Des de 1985 un pont uneix les dues parts. La capital és George Town o Georgetown a l'illa que tenia 400.000 habitants el 1980 i l'àrea municipal el 2010 s'estimava en 1.253.748 habitants.

## Ciutats
| Illa de Penang - Tanjung Tokong（丹絨道光） - Tanjung Bungah（丹絨武雅） - Batu Ferringhi（峇都丁宜） - Teluk Bahang（直落巴巷） - Balik Pulau（浮鑼） - Air Itam（阿依淡） - Sungai Pinang（雙溪檳榔） - Gelugor （牛汝莪） - Relau（湖内） - Jelutong（日落洞） |  | - Bayan Lepas（峇六拜） - Bayan Baru（峇央峇魯） - Pantai Aceh（關帝亞齊） - Batu Maung（峇都茅） - Teluk Kumbar （公芭） - Paya Terubong （壟尾） - Bukit Jambul（武吉占姆） - Batu Uban（峇都烏蠻） - Sungai Ara（新港） |  | Seberang Perai - Butterworth（北海） - Seberang Jaya（詩布朗再也） - Kepala Batas（甲拋峇底） - Jawi （爪夷 ） - Juru（柔府） - Nibong Tebal（高淵） - Bukit Tengah（武吉丁雅） - Bertam（柏淡） |  | - Bukit Mertajam（大山腳） - Perai（北海） - Sungai Bakap（雙溪峇甲） - Permatang Pauh （峇東埔） - Sungai Dua - Bukit Tambun（武吉淡汶） - Simpang Empat（新邦安拔） |

## Població
- Xinesos: 635.500 (42,5%)
- Malais: 612.300 (41,0%)
- Hindis: 148.000 (9,9%)
- Altres:
  - Bumiputra: 5.600 (0,38%)
  - No-bumiputra: 91.200 (6,1%)

## Història
L'illa estava poc habitada quan el sultà de Kedah la va comprar als habitants per compte de la Companyia Britànica de les Índies Orientals i va esdevenir colònia de l'Illa del Príncep de Gal·les (11 d'agost de 1786) principalment per servir de factoria pel comerç amb la regió. El 1790 el sultà de Kedah la va voler recuperar sense èxit. El juny de 1801 se li va agregar la província de Wellesley, acord ratificat el 1802. El 1805 va esdevenir presidència de la Companyia (Presidència de l'Illa del Príncep de Gal·les) fins al 14 d'agost de 1826 (efectiu el 1829) quan va quedar associada a Malaca i a Singapur per formar les Colònies de l'Estret governades des de Singapur des de 1837, esdevenint colònia de la corona britànica l'1 d'abril de 1867 amb el nom de Penang. Substituïda per Singapur va passar a ser un centre secundari fins que les plantacions de Sumatra li van procurar una nova embranzida. L'1 de juliol de 1896 va ser administrada dins els Estats Malais Federats. El 19 de desembre de 1941 fou ocupada pels japonesos fins al 4 de setembre de 1945. L'1 d'abril de 1946 (efectiu el 1948) fou agregada a la resta de Malaia (Unió Malaia) en qualitat d'estat de la federació que va esdevenir independent i després va agafar el nom de Malàisia el 16 de setembre de 1963. El 1970 s'hi va obrir la primera zona industrial de lliure comerç de la península.

## Governants

### Superintendents de la Companyia
- 1786 - 1794 Francis Light (n.1740 - +1794)
- 1794 - 1795 Philip Manington (acting) (+1807)
- 1795 - 1799 Forbes Ross MacDonald (+1799)
- Gener a abril de 1796 - John Beanland (interí per l'anterior)
- 1799 - 1800 George Caunter (interí)

### Tinents governadors
- 1800 - 1804 Sir George Leith (n.1766 - +1842)
- 1804 - 1805 Robert Townsend Farquhar (n.1776 - +1866)

### Governadors (residents a Singapur després de 1825)
- 1805 - 1807 Philip Dundas (n.17.. - +1807)
- 1807 - 1807 Henry Shepherd Pearson (interí) (n.c.1775 - +1840)
- 1807 - 1810 Norman Macalister
- Març a desembre de 1810 Charles Andrew Bruce (n.1768 - +1810)
- 1810 - 1811 William Edward Phillips (interí) (n.1769 - +18..)
- 1811 - 1812 Archibald Seton (n.1758 - +1818)
- 1811 - 1816 William Petrie (interí) (n.1748 - +1816)
- 1816 - 1817 William Edward Phillips (segona vegada) (interí)
- 1817 - 1819 John Alexander Bannerman (n.1758 - +1819)
- 1819 -1824 William Edward Phillips (tercera vegada) (s.a.)
- 1824 - 1829 Robert Fullerton (n.1773 - +1831)
- 1825 - 1826 William Clubley (resident conseller)
- 1829 - 1833 Robert Ibbetson (resident conseller 1826 - 1829) (n.1789 - +1860)
- 1833 - 1836 Kenneth Murchison (n.1794 - +1854)
- 1836 - 1843 Samuel George Bonham (n.1803 - +1863)
- 1843 - 1848 William John Butterworth (n.1801 - +1856)

### Residents Consellers
- 1848 - 1849 Samuel Garling (n.c.1793 - +1857)
- 1849 - 1855 Edmund Augustus Blundell (n.1804 - +1868)
- 1855 - 1860 William Thomas Lewis (n.1791 - +1875)
- 1860 George Samuel Windsor Earl (interí) (+1865)
- 1860 - 1867 Henry Stuart Man (n.1815 - +1898)
- 1867 - 1882 Archibald Edward Harbord Anson (n.1826 - +1925)
- 1882 - 1884 John Frederick Adolphus McNair (interí) (n.1828 - +1910)
- 1884 David Thompson Hatchell (interí) (n.1840 - +...)
- 1884 - 1885 Samuel Dunlop (interí)
- 1885 - 1887 Charles John Irving (n.1831 - +1917)
- 1887 - 1897 Allan Maclean Skinner (n.1846 - +1901)
- 1894 - 1895 Francis James Anderson (interí) (n.18.. - +1920)
- 1897 - 1904 Charles Walter Sneyd-Kynnersley (n.1849 - +1940)
- 1904 - 1907 James Kortright Birch (n.1850 - +19..)
- 1905 - 190? Leonard Powney Ebden (interí) (n.1864 - +1934)
- 1907 - 1910 Robert Norman Bland (n.1859 - +1948)
- 1908 Harold William Firmstone (interí)
- 1910 - 1911 James Oliver Anthonisz (interí)
- 1911 - 1912 William Evans (n.1860 - +1936)
- 1912 - 1913 Walter Cecil Michell (interí) (n.1864 - +1939)
- 1913 - 1914 William Evans (segona vegada)
- 1914 - 1917 Alfred Thomas Bryant (n.1860 - +19..)
- 1917 William Peel (interí) (n.1875 - +1940)
- 1917 - 1919 Walter Cecil Michell (segona vegada)
- 1919 - 1920 Gilbert Amos Hall (n.1867 - +19..)
- 1920 - 1921 Harold William Firmstone (interí)
- 1921 - 1922 Gilbert Amos Hall (segona vegada)
- 1922 - 1925 Arthur Blennerhassett Voules (n.1870 - +1954)
- 1924 Stewart Codrington (interí)
- 1925 - 1926 William Peel (segona vegada)
- 1926 - 1928 Ralph Scott (n.1874 - +19..)
- 1928 - 1930 Meadows Frost (n.1875 - +1954)
- 1930 - 1931 Edward Wilmot Francis Gilman (n.1876 - +1955)
- 1931 - 1933 Percy Tothill Allen (n.1878 - +19..)
- 1933 Arthur Vincent Aston (1st time) (interí) (n.1896 - +1981)
- 1933 - 1934 Arthur Mitchell Goodman (n.1886 - +1961)
- 1934 - 1935 James Startin Wills Arthur (interí) (n.1881 - +19..)
- 1935 - 1937 Arthur Mitchell Goodman (segona vegada)
- 1937 - 1938 George Alexander de Chazal Moubray (interí) (n.1888 - +1976)
- 1938 - 1941 Arthur Mitchell Goodman (tercera vegada)
- 1940 - 1941 Leslie Forbes (interí) (n.1889 - +19..)
- 1941 Norman Grice (interí) (n.1893 - +1966)

### Governadors japonesos
- 1941 - 1942 Hiroyasu
- 1942 - 1943 Shotaro Katayama (n.1889 - +1982)
- 1943 - 1944 Masakichi Itami (n.1883 - +1964)
- 1944 - 1945 Seiichiro Shinohara
- 1944 S. Ikagawa (interí)
- 1944 - 1945 Seiichiro Shinohara (segona vegada)

### Governadors militars britànics
- 1945 Peter Dicken Cracroft (n.1907 - +2003)
- 1945 - 1946 Thomas John Norman Hilken (n.1901 - +1969)

### Comissionats Residents Militars
- Març a maig de 1946 Norman Grice (segona vegada)
- 1946 - 1948 Sydney Noel King (n.1897 - +....)
- 1948 George Evan Cameron Wisdom (interí) (n.1899 - +1958)
- 1948 - 1951 Arthur Vincent Aston (segona vegada)
- 1951 - 1957 Robert Porter Bingham (n.1903 - +1982)
- 1952 Norman Ward (interí) (n.1904)
- 1954 John Sjovald Hoseason Cunyngham-Brown (interí) (n.1905 - +1989)
- 1954 Herbert Raymond Ellis (interí)
- 1954 - 1955 David Gray (interí) (n.1906 - +1976)

### Caps d'estat i de la comunitat musulmana (Yang di-Pertua Negeri)
- 1957 - 1967 Raja Sir Tun Uda Al-Haj bin Raja Muhammad (n.1894 - +1976)
- 1967 - 1969 Tun Syed Sheh bin Syed Abdullah Shahabuddin (n.1910 - +1969)
- 1969 - 1975 Tun Syed Sheh bin Syed Hassan Barakbah (n.1906 - +1975)
- 1975 - 1981 Tan Sri Sardon Jubir (n.1917 - +1985)
- 1981 - 1989 Tun Awang Hassan (n.1910 - +1998)
- 1989 - 2001 Tan Sri Hamdan Sheikh Tahir (n.1921 - +2005)
- 2001 - Dato' Seri Abdul Rahman Abbas (n.1938)

### Ministres en cap (Ketua Menteri)
- 1959 - 1969 Wong Pow Nee (n.1911 - +2002)
- 1969 - 1990 Lim Chong Eu (n.1919 - +2010)
- 1990 - 2008 Koh Tsu Koon (n.1949)
- 2008 - 2018 Lim Guan Eng (n.1960)
- 2018 - Chow Kon Yeow (n.1958)

## Personatges il·lustres
- P. Ramlee